# Junnan
Junnan (chiń. upr. 云南; chiń. trad. 雲南; pinyin Yúnnán; wym. [ynnǎn]ⓘ) – górska prowincja w południowo-zachodniej części ChRL. Jej nazwę można przetłumaczyć jako „Na Południe od Chmur” lub „Chmurne Południe”. Stolicą jest Kunming.

## Geografia
Prowincja zajmuje rozległy obszar pogórza, graniczący z Wietnamem, Laosem i Mjanmą. Pogórze to, zwane Wyżyną Junnan-Kuejczou, odznacza się bardzo urozmaiconą budową geologiczną i rzeźbą terenu. Wzdłuż pęknięć tektonicznych występują obniżenia, częściowo zabagnione, w dnach których ciągną się „łańcuszki" podłużnych jezior. W rejonach tych występują z dużym nasileniem zjawiska sejsmiczne. Pasma wzniesień na obszarze pogórza mają przebieg zbliżony do południkowego, sięgając 2000–3000 m n.p.m. Pomiędzy nimi ciągną się głęboko wcięte doliny rzek: południowych dopływów Jangcy, rzeki Yuan Jiang (górnego biegu rzeki, znanej w Wietnamie jako Rzeka Czerwona) i Mekongu. W zachodniej części prowincji, w „Krainie Wielkich Wąwozów", łańcuchy gór sięgają 5500 m n.p.m. Ciągnące się między nimi doliny są najgłębszymi wąwozami świata – głębokość ich sięga 3000 m. Zbocza i dna dolin pokrywa specyficzna roślinność, wśród której występują olbrzymie paprocie i mchy. Góry, zwłaszcza na południu, są zalesione. W dolinach rzek lasy przechodzą w formacje, zbliżone do dżungli podrównikowej. Lasy zajmują 18% powierzchni prowincji. Junnan ma klimat podzwrotnikowy z ciepłym latem i łagodną zimą oraz znaczną ilością opadów. Średnie temperatury stycznia oscylują około 8-10 °C, na południu około 15 °C. Temperatury lipcowe przekraczają z reguły 25 °C.